# Barrio Brawler
Pour plus de détails, voir Fiche technique et Distribution.
Barrio Brawler est un film d'action américain écrit et réalisé par Jose Montesinos, produit par The Asylum, sorti en 2013. Il est sorti en salles le 25 juin 2013 et en streaming le 27 août 2013.

## Synopsis
Un professeur d’arts martiaux en difficulté doit participer à des combats clandestins afin de sauver son frère d’un caïd du crime organisé et de retrouver sa famille.

## Distribution
- Dennis Ruel : Ricky
- Morgan Benoit : Chuy
- Marco Antonio Alvarez : Carlos Castillo
- O.G. Dave Rivera : Morales[1]
- E. Ambriz DeColosio : Eduardo Ruiz
- Stacey Rose : Vanessa
- Justin Perez : Diego
- Jon Carlo : Drew
- Jenna Davi : Karen
- Natalie Aldajani : Sonia
- Mélissa Locsin : Martre
- Maya Tapia : Grand-mère
- Giovannie Espiritu : Étoile
- Georges Herman : Christophe
- Ricardo Gamboa : The Announcer
- Alvin Hsing : Darren 'Furious Fist' Fleng
- Ray Carbonel : César Sanchez
- Bryan Cartago : Ray 'Machine Gun' Martinez[3].

## Accueil

### Réception critique
Le film a obtenu la note de 44% sur Rotten Tomatoes